# Lijst van voetbalinterlands Nieuw-Zeeland - Tahiti
Deze lijst van voetbalinterlands is een overzicht van alle officiële voetbalwedstrijden tussen de nationale teams van Nieuw-Zeeland en Tahiti. De landen speelden tot op heden dertien keer tegen elkaar. Het eerste duel, een wedstrijd tijdens het OFC Nations Cup 1973, werd gespeeld op 18 februari 1973 in Auckland. Het laatste duel, een kwalificatiewedstrijd voor het Wereldkampioenschap voetbal 2026, vond plaats in Port Vila (Vanuatu) op 11 oktober 2024.

## Wedstrijden
| №  | Plaats       | Datum             | Competitie           | Wedstrijd              | Uitslag |
| -- | ------------ | ----------------- | -------------------- | ---------------------- | ------- |
| 1  | Auckland     | 18 februari 1973  | OFC Nations Cup 1973 | Nieuw-Zeeland − Tahiti | 1 − 1   |
| 2  | Auckland     | 24 februari 1973  | OFC Nations Cup 1973 | Nieuw-Zeeland – Tahiti | 2 – 0   |
| 3  | Nouméa       | 25 februari 1980  | OFC Nations Cup 1980 | Tahiti – Nieuw-Zeeland | 3 – 1   |
| 4  | Brisbane     | 25 september 1998 | OFC Nations Cup 1998 | Nieuw-Zeeland – Tahiti | 1 – 0   |
| 5  | Papeete      | 19 juni 2000      | OFC Nations Cup 2000 | Nieuw-Zeeland − Tahiti | 2 − 0   |
| 6  | Auckland     | 6 juni 2001       | WK 2002 kwalificatie | Tahiti − Nieuw-Zeeland | 0 − 5   |
| 7  | Auckland     | 5 juli 2002       | OFC Nations Cup 2002 | Nieuw-Zeeland − Tahiti | 4 − 0   |
| 8  | Adelaide     | 4 juni 2004       | WK 2006 kwalificatie | Nieuw-Zeeland − Tahiti | 10 − 0  |
| 9  | Papeete      | 13 oktober 2012   | WK 2014 kwalificatie | Tahiti − Nieuw-Zeeland | 0 − 2   |
| 10 | Christchurch | 16 oktober 2012   | WK 2014 kwalificatie | Nieuw-Zeeland − Tahiti | 3 − 0   |
| 11 | Doha         | 27 maart 2022     | WK 2022 kwalificatie | Nieuw-Zeeland − Tahiti | 1 − 0   |
| 12 | Port Vila    | 27 juni 2024      | OFC Nations Cup 2024 | Nieuw-Zeeland − Tahiti | 5 − 0   |
| 13 | Port Vila    | 11 oktober 2024   | WK 2026 kwalificatie | Nieuw-Zeeland − Tahiti | 3 − 0   |

## Samenvatting
| Competitie      | Totaal gespeeld | Winst Nieuw-Zeeland | Gelijk | Winst Tahiti | Doelsaldo Nieuw-Zeeland – Tahiti |
| --------------- | --------------- | ------------------- | ------ | ------------ | -------------------------------- |
| WK-kwalificatie | 6               | 6                   | 0      | 0            | 24 − 0                           |
| OFC Nations Cup | 7               | 5                   | 1      | 1            | 16 − 4                           |
| Totaal          | 13              | 11                  | 1      | 1            | 40 − 4                           |

NZF · A-internationals · Bondscoaches · Statistieken · N-Zeelands vrouwenelftal · Olympisch elftal · N-Zeeland U21 · N-Zeeland U20 · N-Zeeland U19 · N-Zeeland U18 · N-Zeeland U17
1920 – 1949 ·
1950 – 1959 ·
1960 – 1969 ·
1970 – 1979 ·
1980 – 1989 ·
1990 – 1999 ·
2000 – 2009 ·
2010 – 2019 ·
2020 − 2029
WK 1982 ·
WK 2010
OS 2008 ·
OS 2012 ·
OS 2020
1922 · 
1923 · 
1924 · 
1925–1926 ·
1927 · 
1928–1932 ·
1933 · 
1934–1935 ·
1936 · 
1937 · 
1938–1945 ·
1946 · 
1947 · 
1948 · 
1949–1950 ·
1951 · 
1952 · 
1953 ·
1954 · 
1955 · 
1956 ·
1957 · 
1958 · 
1959 · 
1960 · 
1961 · 
1962 · 
1963 ·
1964 · 
1965–1966 ·
1967 · 
1968 · 
1969 · 
1970 · 
1971 · 
1972 · 
1973 · 
1975 · 
1976 · 
1977 · 
1978 · 
1979 · 
1980 · 
1981 · 
1982 · 
1983 · 
1984 · 
1985 · 
1986 · 
1987 · 
1988 · 
1989 · 
1990 · 
1991 · 
1992 · 
1993 · 
1994 · 
1995 · 
1996 · 
1997 · 
1998 · 
1999 · 
2000 · 
2001 · 
2002 · 
2003 · 
2004 · 
2005 · 
2006 · 
2007 · 
2008 · 
2009 · 
2010 · 
2011 · 
2012 · 
2013 ·
2014 ·
2015 ·
2016 ·
2017 ·
2018 ·
2019 ·
2020 ·
2021 ·
2022 ·
2023 ·
2024
Australië ·
Bahrein ·
Botswana ·
Brazilië ·
Canada ·
Chili ·
China ·
Colombia ·
Congo-Kinshasa ·
Cookeilanden ·
Costa Rica ·
Curaçao ·
Duitsland ·
Egypte ·
El Salvador ·
Engeland ·
Estland ·
Fiji ·
Frankrijk ·
Gambia ·
Georgië ·
Ghana ·
Griekenland ·
Honduras ·
Hongarije ·
Ierland ·
India ·
Indonesië ·
Irak ·
Iran ·
Israël ·
Italië ·
Jamaica ·
Japan ·
Jordanië ·
Kenia ·
Koeweit ·
Libanon ·
Litouwen ·
Maleisië ·
Marokko ·
Mexico ·
Myanmar ·
Nieuw-Caledonië ·
Noord-Ierland ·
Noorwegen ·
Oezbekistan ·
Oman ·
Papoea-Nieuw-Guinea ·
Paraguay ·
Peru ·
Polen ·
Portugal ·
Qatar ·
Rusland ·
Salomonseilanden ·
Samoa ·
Saoedi-Arabië ·
Schotland ·
Servië ·
Singapore ·
Slovenië ·
Slowakije ·
Soedan ·
Sovjet-Unie ·
Spanje ·
Tahiti ·
Taiwan ·
Tanzania ·
Thailand ·
Trinidad en Tobago ·
Tunesië ·
Turkije ·
Uruguay ·
Vanuatu ·
Venezuela ·
Verenigde Arabische Emiraten ·
Verenigde Staten ·
Wales ·
Wit-Rusland ·
Zuid-Afrika ·
Zuid-Korea ·
Zuid-Vietnam ·
Zweden
Italië (2010) ·
Schotland (1982) · 
Slowakije (2010)
FTF · 
A-internationals · 
Tahitiaans vrouwenelftal
1989 – 1999 · 
2000 – 2009 · 
2010 – 2019
Amerikaans-Samoa ·
Australië ·
Cookeilanden ·
Fiji ·
Nieuw-Caledonië ·
Nieuw-Zeeland ·
Nigeria ·
Papoea-Nieuw-Guinea ·
Salomonseilanden ·
Samoa ·
Spanje ·
Tonga ·
Uruguay ·
Vanuatu